# He Wasn't
"He Wasn't" är en låt framförd av den kanadensiska sångerskan Avril Lavigne, utgiven som den fjärde och sista singeln från hennes andra album Under My Skin den 28 mars 2005. Singeln släpptes inte i USA; där valde man istället låten "Fall to Pieces". Lavigne skrev "He Wasn't" tillsammans med Chantal Kreviazuk medan Kreviazuks make Raine Maida (sångare i Our Lady Peace) producerade låten.
Musikvideon regisserades av The Malloys.

## Låtlista
| 1. | He Wasn't                         | 2:59 |
| 2. | He Wasn't (live version)          | 3:38 |
| 3. | He Wasn't (live acoustic version) | 3:14 |
| 4. | He Wasn't (music video)           | 3:00 |

| 1. | He Wasn't                | 2:59 |
| 2. | He Wasn't (live version) |      |

| 1. | He Wasn't                | 2:59 |
| 2. | He Wasn't (live version) | 3:38 |
| 3. | He Wasn't (music video)  | 3:00 |
| 4. | Video Diary              |      |